# Garry Owen
Ne doit pas être confondu avec l'acteur contemporain Gary Owen (en)
Ne doit pas être confondu avec l'acteur américain Gary Owens
Pour les articles homonymes, voir Owen.
Garry Owen né à Brookhaven (Mississippi) le 18 février 1902, et mort à Hollywood (Californie) le 1er juin 1951, est un acteur américain.
Il apparaît dans 185 films entre 1933 et 1952.

## Filmographie partielle

### Cinéma
- 1933 : Dans tes bras (Hold Your Man) de Sam Wood : Slim
- 1936 : Brumes (Ceiling Zero) de Howard Hawks : Mike Owens
- 1936 : Le Retour de Sophie Lang (The Return of Sophie Lang) de George Archainbaud : 'Nosey' Schwartz
- 1937 : La Folle Confession (True Confession) de Wesley Ruggles : Tony Krauch
- 1937 : La Révolte (San Quentin) de Lloyd Bacon : Dopey
- 1941 : L'Amour et la Bête (The Wagons Roll at Night) de Ray Enright : Gus
- 1944 : Arsenic et Vieilles Dentelles (film) de Frank Capra : le chauffeur de taxi
- 1946 : La Double Énigme (The Dark Mirror) de Robert Siodmak : Franklin
- 1947 : La Brune de mes rêves (My Favorite Brunette) de Elliott Nugent : un reporter
- 1949 : Le passé se venge (The Crooked Way) de Robert Florey : l'homme des pompes funèbres
- 1950 : The Milkman de Charles Barton : Irving